# Pelastoneurus aldrichi
Pelastoneurus aldrichi är en tvåvingeart som beskrevs av Van Duzee 1923. Pelastoneurus aldrichi ingår i släktet Pelastoneurus och familjen styltflugor.
Artens utbredningsområde är Utah. Inga underarter finns listade i Catalogue of Life.